# Giovanni del Biondo

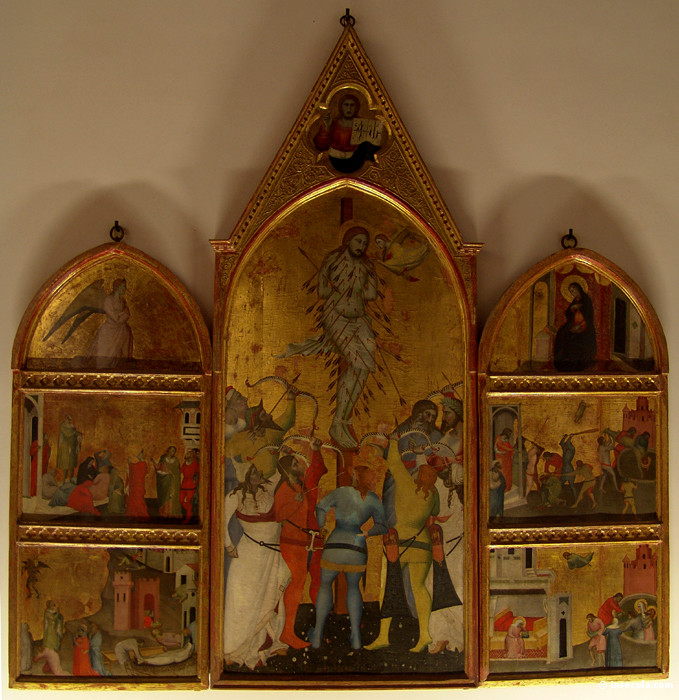
Giovanni del Biondo, Martirio de san Sebastián y escenas de su vida, tríptico, tabla, Museo dell'Opera del Duomo, Florencia, 1370.

Giovanni del Biondo fue un pintor italiano del siglo XIV, adscrito al estilo gótico. Aunque nacido en Pratovecchio se le documenta activo en Florencia entre 1356-1399. En Florencia se formó probablemente en el taller de Orcagna, estableciéndose como pintor independiente hacia 1360, desarrollando su propio estilo caracterizado por los esquematismos iconográficos arcaizantes, la fuerte caracterización de los rostros y un vivo colorido. En su pintura se aprecia la introducción en Florencia de las formas del gótico internacional.
De su abundante producción cabe destacar el tríptico de la Anunciación con san Nicolás y san Antonio Abad en los paneles laterales, conservado en el museo del Spedale degli Innocenti de Florencia, el Martirio de san Sebastián, tabla central de un tríptico conservado en el Museo dell'Opera del Duomo con una Santa Catalina de Alejandría, entronizada y con donantes o el San Juan Evangelista entronizado de los Uffizi. 